# ماجراهای دانک و اگ
ماجراهای دانک و اِگ (انگلیسی: Tales of Dunk and Egg) مجموعه‌ای از رمان‌های فانتزی اثر جرج آر. آر. مارتین است که در دنیای رمان‌های «ترانه یخ و آتش» او اتفاق می‌افتد. این کتاب‌ها ماجراهای «دانک» (فرمانده آینده گارد پادشاهی، سر دانکن بلندقد) و «اگ» (پادشاه اگون پنجم تارگرین آینده) را حدود ۹۰ سال قبل از رویدادهای رمان دنبال می‌کنند.
سه رمان از این مجموعه منتشر شده‌است - شوالیه پرچین (۱۹۹۸)، شمشیر قسم‌خورده (۲۰۰۳)، و شوالیه اسرارآمیز (۲۰۱۰) - و مارتین قصد خود را برای ادامه این مجموعه اعلام کرده‌است. مجموعه ای از سه رمان موجود، با تصویرگری از گری جیانی، با عنوان شوالیه هفت پادشاهی در ۶ اکتبر ۲۰۱۵ منتشر شد.